# På sporet af den tabte tid
På sporet af den tabte tid er en roman-serie af Marcel Proust. Første del kom i 1913. Efter forfatterens død i 1922 foretog familien en redigering af resten, så romanen kunne fremtræde som færdiggjort. Proust havde planlagt store afsnit, som han ikke nåede at skrive. I sin overordnede komposition er romanen dog færdig, idet sidste bind var færdigt ret tidligt.

## Handlingen
Romanens jeg-person fortæller om sig selv, og begynder dengang han var dreng og sammen med sine forældre tilbragte ferierne hos nogle tanter i en lille provinsby. Man gør bekendtskab med familien og får at vide, at drengen ikke blot elsker og behøver sin moder, men også har visse lystbetonede aktiviteter i et afsides rum i huset. En dag står denne dreng overfor en meget køn og selvsikker pige, senere bliver han vidne til andres ukontrollerede kærlighed til adelen, og han erfarer om seksuelle aktiviteter mellem mennesker af samme køn. Han forelsker sig i den selvsikre pige, og det bliver begyndelsen til hans egentlige kærlighedsliv, hvori jalousien kommer til at spille en altdominerende rolle. Tre forskellige klanagtige kredse bliver betydningsfulde for drengen: de adelige fra Faubourg St. Germain, de homoseksuelle og det jødiske miljø. Til disse kredse hører to af hovedpersonerne, som fortælleren har truffet som barn. Den ene er Charles Swann, som fortælleren sammenligner sig selv med, og som er en nær ven af den anden, baron de Charlus, en farverig og temmelig forfærdelig personlighed.  
Swann er verdensmand og færdes i de højeste, pengestærke kredse. Han er kultiveret og behagelig, men han bliver først sent involveret i livet, nemlig da en "kokotte", dvs en prostitueret der færdes i de højere klasser, får et barn med ham og presser ham til ægteskab. 
Skildringen af Swanns triste kærlighedsliv er en ouverture til beskrivelsen af fortællerens eget liv som voksen: Hans samliv med elskerinden Albertine bliver til en psykologisk gyser, idet han mistænker Albertine for at have lesbiske tilbøjeligheder, hvilket han afskyer. Hans jalousi er så voldsom, at han hverken kan gifte sig eller skille sig af med hende. Først da han er blevet så gammel, at seksualiteten er neddæmpet, kan han udfylde sin rolle i livet. Mærkelige og mystiske oplevelser hjælper ham til at forstå, hvad denne rolle består i.

## Miljøet
Romanens fortæller hører til det parisiske overklassemiljø, og alt foregår indenfor den ramme. Kun det første bind foregår i den lille provinsby, hvor en række af hovedpersonerne holder ferie eller ejer landsteder eller slotte. Alle romanens personer hører til de rige - eller også forsøger de at komme ind i dette miljø eller de er tjenestefolk eller prostituerede. Beskrivelserne er ikke maleriske, men psykologisk analyserende, særligt med henblik på kulturelle, æstetiske og seksuelle tiltrækninger. Kunstværker, blomster, påklædning og musik spiller en stor rolle og snobisme kommer hyppigt på tale.  Det mest gennemgående træk er, at alle de skildrede personer, måske bortset fra fortællerens forældre, er usympatiske, ofte med sygelige og farlige manier. Nogle af personerne har en facade til at skjule deres virkelig jeg, andre bliver i løbet af deres liv helt anderledes, men sjældent bedre. Det er gerne mennesker der dømmes helt forkert af deres omgivelser og som selv har svigtende dømmekraft. Fortælleren selv, altså jeg-personen, er fra barndommen sygeligt afhængig af sin mor og bedstemor. Senere i livet bliver hans kærlighedsliv sygeligt besidderdomineret. Ved hjælp af sine penge forsøger han at overvåge og indespærre de kvinder, han elsker. 
Det parisiske bybillede og de mondæne bade- og kursteder bliver sjældent beskrevet visuelt, selvom handlingen foregår i de fornemme kvarterer omkring Concordepladsen og i Faubourg St. Germain. Læseren må gøre sig klart f.eks., at stednavnet Champs Elysées refererer til et lille parkanlæg (som stadig eksisterer) og kun sjældent til den verdensberømte boulevard med samme navn. Det er interaktionen mellem mennesker, og det enkelte menneskes følelser og tankegang, der beskrives.
Mange læsere opfatter bogen som en nøgleroman, og der er skrevet meget om hvilke virkelige personer, der har tjent som forbilleder for persongalleriet i romanen. Skikkelsen Swann var bl.a. inspireret af Charles Haas, en kendt person i samtiden.

## Kulturhistorisk sammenhæng
Romanen indskriver sig i rækken af epokegørende skønlitterære værker. I omfang er den sammenlignelig med Balzacs La comédie humaine, men den ligger ikke direkte i forlængelse af en romantradition. Impressionisterne har derimod påvirket Proust som Debussys opera Pelleas et Mélisande og Henri Bergson og Richard Wagner . Romanens univers kan ses i lyset af den kamp mellem ateisme og spiritualisme, som prægede fransk kultur under den 
tredje republik. I samklang med traditionel, fransk antiklerikalisme havde Auguste Comte udgivet en række bøger om menneskehedens udvikling i tre etaper, hvoraf den sidste, den positive, angiveligt skulle udgøre højdepunktet og enden på al religiøsitet. Mod denne bastante ateisme, som Comte i øvrigt selv forlod, kom den nye spiritualistiske bølge, hvori forfatteren til Pelléas et Mélisande, Maeterlinck var den franske topfigur. Som filosof deltog Bergson i debatten og gjorde intuition til et nøglebegreb for en forståelse af instinktets forhold til intelligensen.
Den franske Proust-debat diskuterer Bergsons betydning for Proust. Et synspunkt er, at Prousts værk absolut ikke må anskues som en fortsættelse af Bergsons. Et andet er, at Bergson med sit originale sprog og tankegang havde påvirket hele den samtidige intelligentsia til at sætte begreberne intuition og instinkt på dagsordenen.

## Budskabet
Proust opfattes som narcissist i brede kredse. De venstreorienterede opfatter På sporet.. som en nøgleroman og en sentimental selvbiografi.  Men Proust har overbevisende i breve, noter og avisinterview formuleret et sammenhængende program for sine æstetiske anskuelser, som er alt andet end sentimentale. Desuden kan romanen læses som samfundskritik, men det er kun ét lag i strukturen – og ikke det dybeste.
Det dybeste lag vedrører hovedpersonens udvikling til at erkende sit kald og sin dybeste natur (moi profond. Således udtrykt af Francoise Leriche i Marcel Proust Lettres, p. 430. Plon 2004.) Lidt anderledes skriver oversætteren René de Ceccaty: "Meningen med Proust's lange roman ligger ikke i den realistiske beskrivelse af et miljø og menneskelige forbindelser, men i en metafysisk refleksion over tiden og i kunstnerens desperate kamp for at afværge sin fortabelse."  Hermed hentydes til den pligt til at være nyttig i samfundet, og til at hjælpe sine medmennesker, der var et af positivismens kendetegn. Med fortabelse tænkes der altså ikke på et dogmatisk, kirkeligt begreb, men på den domfældelse, der afsiges af kritikerne, publikum og af tiden.
Ideologisk set skulle romanen hverken være ateistisk eller religiøs. De tanker om intuition og instinkt, som Bergson havde spredt i debatten, rydder På sporet af den tabte tid op i ved at rette søgelyset mod de ukontrollerede dele af vor hukommelse, som på ganske ukaldet vis pludselig genskaber en virkelighed, vi har oplevet tidligere. Et sådant erindringsglimt (madeleinekagerne og lindeteen er det berømteste eksempel) kan give anledning til en særegen lykkefølelse. Prousts bog er en opfordring til at lytte til disse ukaldede signaler fra vor hukommelses skatkiste.
Proust udformede første gang denne bærende idé i et løsbladsfragment, der formentlig stammer fra 1908. Af forskere kaldes det: Il y a une légende bretonne qui dit...Det udgaves første gang i 2021 :
Når jeg læser en af de legender fra Bretagne der beskriver, hvorledes de dødes sjæle kan tage bolig i almindelige ting og være ude af stand til at forlade dem igen før den dag kommer, hvor en person, der har kendt dem, ser og forstår situationen og befrier dem - så tænker jeg ofte at en sådan tro kunne jeg godt selv antage uden at gøre vold på mig selv. Det skyldes at jeg selv i mit liv har konstateret, at hver gang noget er blevet dødt for mig, eller i det mindste at jeg har troet, at det var dødt, så var dette noget i virkeligheden krøbet ind i en ganske lille form og det forblev dødt for mig indtil den dag jeg mødte denne ganske lille form. Jeg forsøgte ofte at få det frem ad intelligensens vej, men det lykkedes aldrig. 
- Hvor sørgeligt, tænkte jeg, - hele denne del af min fortid er død. Hvorledes kunne jeg have gættet, at  denne sommerferie, haven hvor jeg tilbragte meget af tiden, de sorger jeg havde, himlen ovenover samt min families daglige liv - alt dette havde skjult sig i en kop kogende varm te i hvilken jeg dyppede en stump tørt brød. Hvis jeg ikke tilfældigvis igen havde mødt denne kop te - og det kunne nemt være sket, da jeg næsten aldrig drikker te - så er det sandsynligt at jeg aldrig var kommet til at gense den tid, den villahave, de sorger… Men, for nogle dage siden, da vejret var meget koldt og jeg kom hjem frysende og … 
Senere blev idéen omskrevet et par gange før første udgivelse af romanen. En proces der strakte sig over flere år. 

## Sejren over tidens gang
Prousts værk er en bog om tiden og livets forgængelighed: fra barndommens Combray  til den voksne fortællers oplevelser i den parisiske overklasse. Omtrent halvvejs i værkets sidste bind, Den genfundne tid, kommer jeg-personen efter mange skuffelser til klarhed over, hvad han skal skabe og hvordan. Første verdenskrig er forbi, og "Marcel" vender nedtrykt tilbage til Paris. En dag får han en invitation til en musikalsk soirée hos prinsen og prinsessen af Guermantes på Avenue du Bois. Her snubler han over nogle brosten på fortovet uden for Guermantes hus. Det vækker et minde om den gang, han snublede over to sten i Markuskirken i Venedig. Flere minder kaldes spontant til live, og Marcel bringes ud over øjeblikket. Uden for tiden oplever han tingenes essens. For Proust er tiden den store ødelægger; en destruktiv kraft, som nedbryder og gør os til slave af den. Vi lever under forvandlingens lov tynget af manglen på noget konstant. Fortælleren er derfor lykkelig over disse pludselige erindringsglimt, der står i skarp kontrast til alle tings flygtighed. Vores frivillige hukommelse kan naturligvis huske situationer og steder; men den favner ikke det liv, der fyldte øjeblikket. Derimod bringer den ufrivillige hukommelse liv i fortiden, der genopstår, som vi den gang oplevede den. Disse spontane erindringer overbeviser fortælleren om, at der findes en enhed i hans personlighed og en faktisk kontinuitet mellem fortid og nutid; en erkendelse, der kan kaldes selve grundtanken i hans værk. På den måde er det afsluttende bind en kontrast til den livslede, der præger store dele af romanen. I Den genfundne tid triumferer kunsten ved at ophæve tidens ubønhørlige hærgen med vore liv. I det virkelige liv stillede Proust sig kritisk både til realisternes og til symbolisternes litteratursyn. Hans kritik indledte et markant vendepunkt i romankunsten, hvor interessen for den ydre handling reduceres - mens fokus rettes mod den menneskelige bevidsthed, som man ser det i Hamsuns tidlige bøger.

## Formen
Proust er fjern fra Bergsons spekulative metoder og tilhænger af poesiens metode til ny forståelse. Men han var skeptisk med hensyn til den suggestive prosa, som Arthur Rimbaud og Stéphane Mallarmé repræsenterede. Proust ønskede klarhed med hensyn til sætningernes mening og fortællingens forløb. Wagner og Debussy er operakomponister, som Proust ønskede at overføre rent stemningsmæssigt til litteraturen.
Hvordan overføre Tristan og Pelleas til en moderne bindstærk udviklingsroman? Kun i sine allertidligste noveller forsøgte Proust sig med et mytisk eller historisk univers. Med romanfragmentet (på 1000 sider!) Jean Santeuil er vi definitivt i den nutid, forfatteren selv har levet i. Den mytiske aura som Tristan og Siegfried bader i, bliver På sporet af den tabte tid også belyst af, takket være sproget og fortællerens placering med hensyn til alder – med hensyn til det kronologiske. Skønt romanen aldrig forlader det realistiske, får læseren indtryk af hovedpersonen som et aldersmæssigt hybridprodukt. Til tider tror han, at det er en otteårig dreng, der går til mondæne soiréer og på bordel, på andre sider får hun snarere indtryk af, at det er en fyrreårig mand, der får læst højt af sin moder, før han skal sove. En anden ejendommelighed ved formen er, at personerne så godt som aldrig skildres i deres ydre, og når det sker, er det i form af andres kommentarer og altså subjektivt. Det er en af vanskelighederne ved læsningen, fordi vi er vant til at visualisere romanpersoner. I På sporet karakteriseres personerne primært gennem deres indbyrdes kontakt.

## Sproget
Sprogets ejendommelighed er anvendelsen af et slags talesprog med mange lange sætninger og mange metaforer. Det proustske ordforråd er forbløffende dagligdags – i forhold til romanens ry som vanskelig at læse. Det er tankegangen, der er vanskelig, fordi den enkelte sætning hyppigt forlænges i stadig nye opdelinger og nuancer. Hver enkelt side kræver derfor tid, mens hele romanen fordrer at blive læst på rimelig kort tid, så dens opbygning og mening forstås.

## Tilblivelse
Proust skrev romanen fra 1909 til 1922, han arbejdede ikke lige frem efter den lagte plan, men skrev løbende indskud. De kunne udvikle sig til hele kapitler og bind. Derved blev det egentlige manuskript til et kludetæppe med stadig flere sammenfoldede ark indsat i det oprindelige kladdehæfte. Det er et studium at læse, hvad forfatteren overdrog til en højtlæser og en maskinskriverske. Efter det udskrevne skrev Proust nye indskud og flyttede om på mange dele. Han sammenligner selv sin arbejdsmetode med syningen af en kompliceret og kunstfærdig kjole, hvor inspirationen hele tiden orienteres ud fra det øjeblikkelige stadium. Første Verdenskrig og personen Albertine er to væsentlige handlingselementer, der begribeligvis ikke var planlagt fra begyndelsen.

## Udgivelseshistorie
Udgivelsen af første udgave strækker sig fra 1913 til 1927, men langt senere er der kommet udgaver med  upublicerede fragmenter. Første bind blev afvist af tre forlag, før Proust besluttede sig til at tilbyde Grasset en kontrakt, som gav forlaget del i indtægterne ved salget, skønt Proust betalte alle udgifter. Mod forventning var både kritikken og læserne positive, så allerede bind 2 fandt et bedre forlag i form af NRF – Gallimard, der ellers var blandt dem, der havde afvist første bind. Siden er romanen blevet udgivet talrige gange både som pocketbook og i den smukke Pléiade-serie. Pléiade-udgaven først i tre bind og nu i fire yder både hjælp til amatørlæseren og  forskeren, der vil have et stort noteapparat for at kende de mindste afvigelser fra originalmanuskriptet. Romanen er blevet genstand for en kult, der minder lidt om Joyce- og Wagner-kulten.

## Danske udgaver
Første danske oversættelse af værket udkom på Martins Forlag 1932-38 i 13 bind under titlen Paa Sporet efter den tabte Tid (genudgivet i syv bind 1963):
- 1-2: Vejen til Swann (Du côté de chez Swann, 1913), oversat af Chr. Rimestad.
- 3-4: I et Rosenflor af purunge Piger (À l'ombre des jeunes filles en fleurs, 1919), oversat af C.E. Falbe-Hansen.
- 5-6: Vejen til Guermantes (Le côté de Guermantes, 1921-22), oversat af C.E. Falbe-Hansen.
- 7-8: Sodoma og Gomorrha (Sodome et Gomorrhe I et II, 1922-23), oversat af Kai Friis Møller og C.E. Falbe-Hansen.
- 9-10: Albertine (La prisonnière, 1925), oversat af Tom Smidth.
- 11: Forladt af Albertine (Albertine disparue/La Fugitive, 1927), oversat af Helmer Engel.
- 12-13: Den genfundne Tid (Le Temps retrouvé, 1927), oversat af C.E. Falbe-Hansen.

Anden danske oversættelse udkom på Forlaget Multivers 2006-14 i 13 bind under titlen På sporet af den tabte tid.
- 1-2: Swanns verden, oversat af Else Henneberg Pedersen
- 3-4: I skyggen af unge piger i blomst, oversat af Else Henneberg Pedersen og Peter Borum
- 5-6: Guermantes' verden, oversat af Niels Lyngsø
- 7-8: Sodoma og Gomorra, oversat af Niels Lyngsø
- 9-10: Fangen, oversat af Lars Bonnevie
- 11: Albertine forsvundet, oversat af Lars Bonnevie
- 12-13: Den genfundne tid, oversat af Niels Lyngsø

I 2012 udgav Det danske Proust-selskab i samarbejde med Forlaget Multivers bogen Ind i Prousts værk – 19 læsninger i På sporet af den tabte tid, redigeret af Leif Hasle, Helga Schmidt og Connie Selmann.

## Eksterne links
- Den franske tekst til fire af bøgerne, udgivet af Projekt Gutenberg